# Rashard Higgins
Rashard Malick Higgins (Dallas, 7 ottobre 1994) è un ex giocatore di football americano statunitense che ha militato nel ruolo di wide receiver nella National Football League (NFL).

## Carriera

### Cleveland Browns
Higgins al college giocò a football con i Colorado State Rams dal 2013 al 2015, venendo premiato come All-American nel 2014. Fu scelto nel corso del quinto giro (172º assoluto) nel Draft NFL 2016 dai Cleveland Browns. Debuttò come professionista nel primo turno contro i Philadelphia Eagles e chiuse la sua stagione da rookie disputando tutte le 16 partite, nessuna delle quali come titolare, ricevendo 6 passaggi per 77 yard.

### Carolina Panthers
Il 16 marzo 2022 Higgins firmò un contratto di un anno con i Carolina Panthers.

### Ritiro
Il 15 aprile 2024 Higgins annunciò il suo ritiro dal football professionistico e che avrebbe firmato un contratto di un giorno per ritirarsi come un giocatore dei Cleveland Browns.